# Microdalyella rheesi
Microdalyella rheesi är en plattmaskart. Microdalyella rheesi ingår i släktet Microdalyella och familjen Dalyelliidae. Inga underarter finns listade i Catalogue of Life.